# Snödroppslök
Snödroppslök (Allium paradoxum) är en amaryllisväxtart som först beskrevs av Friedrich August Marschall von Bieberstein, och fick sitt nu gällande namn av George Don jr. Enligt Catalogue of Life ingår Snödroppslök i släktet lökar och familjen amaryllisväxter, men enligt Dyntaxa är tillhörigheten istället släktet lökar och familjen amaryllisväxter. Arten är reproducerande i Sverige. Inga underarter finns listade i Catalogue of Life.

## Bildgalleri

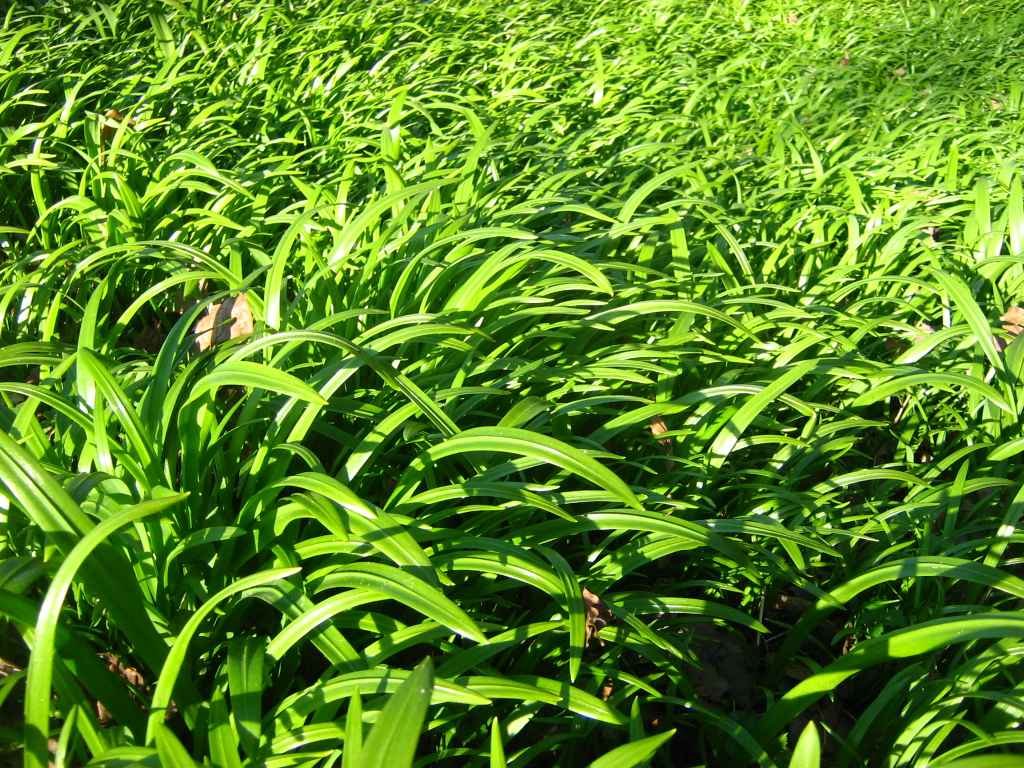
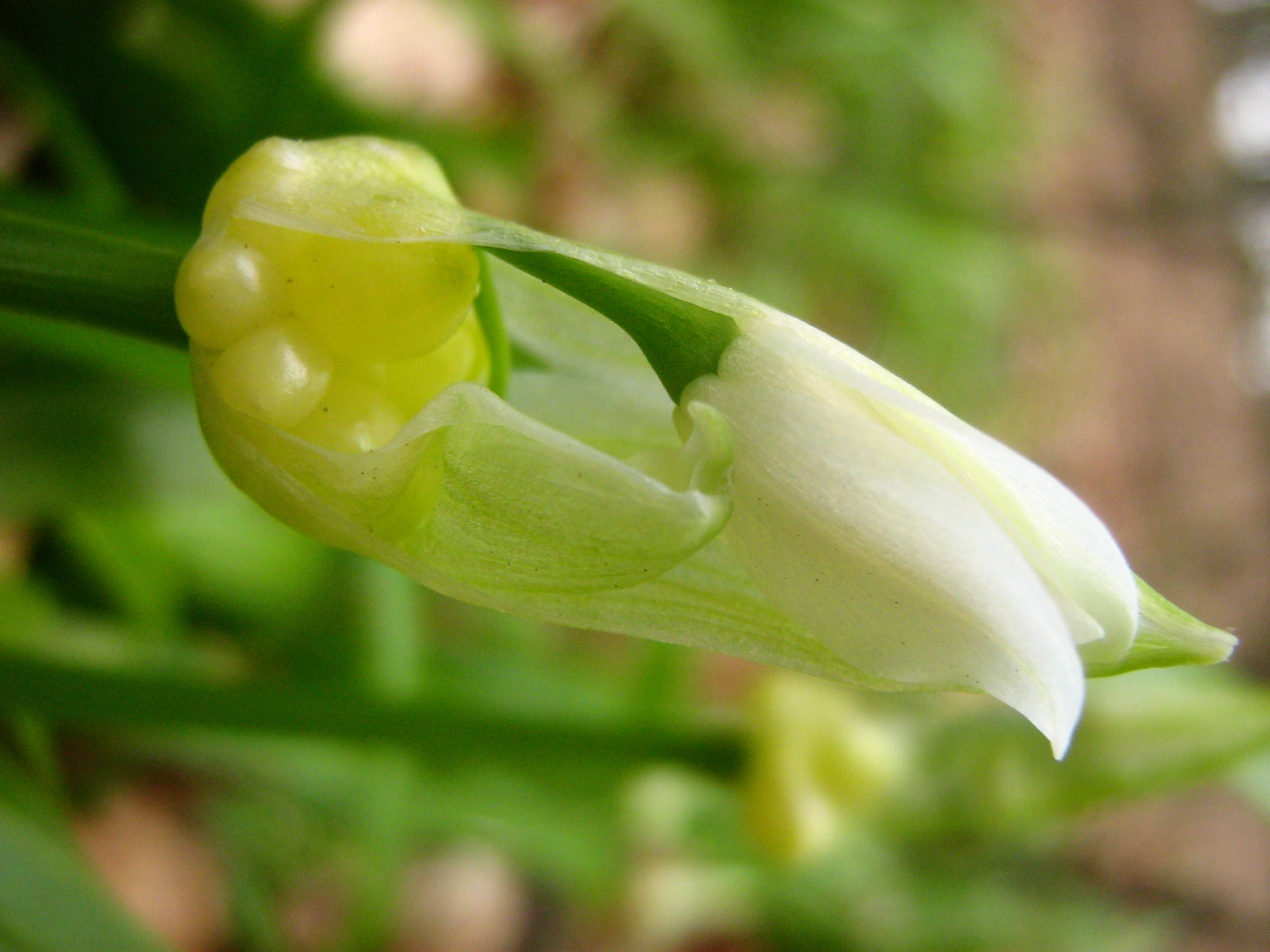
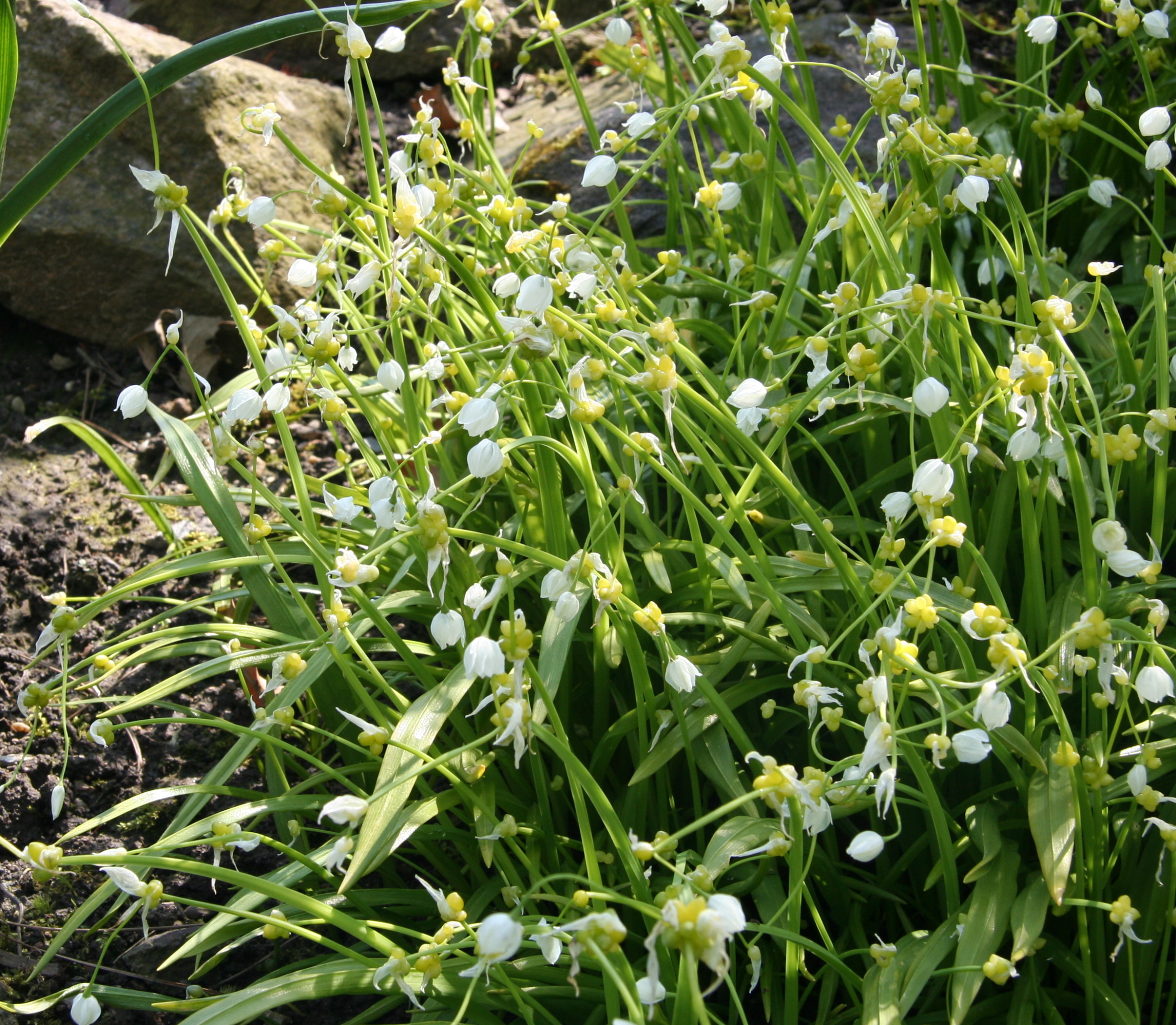
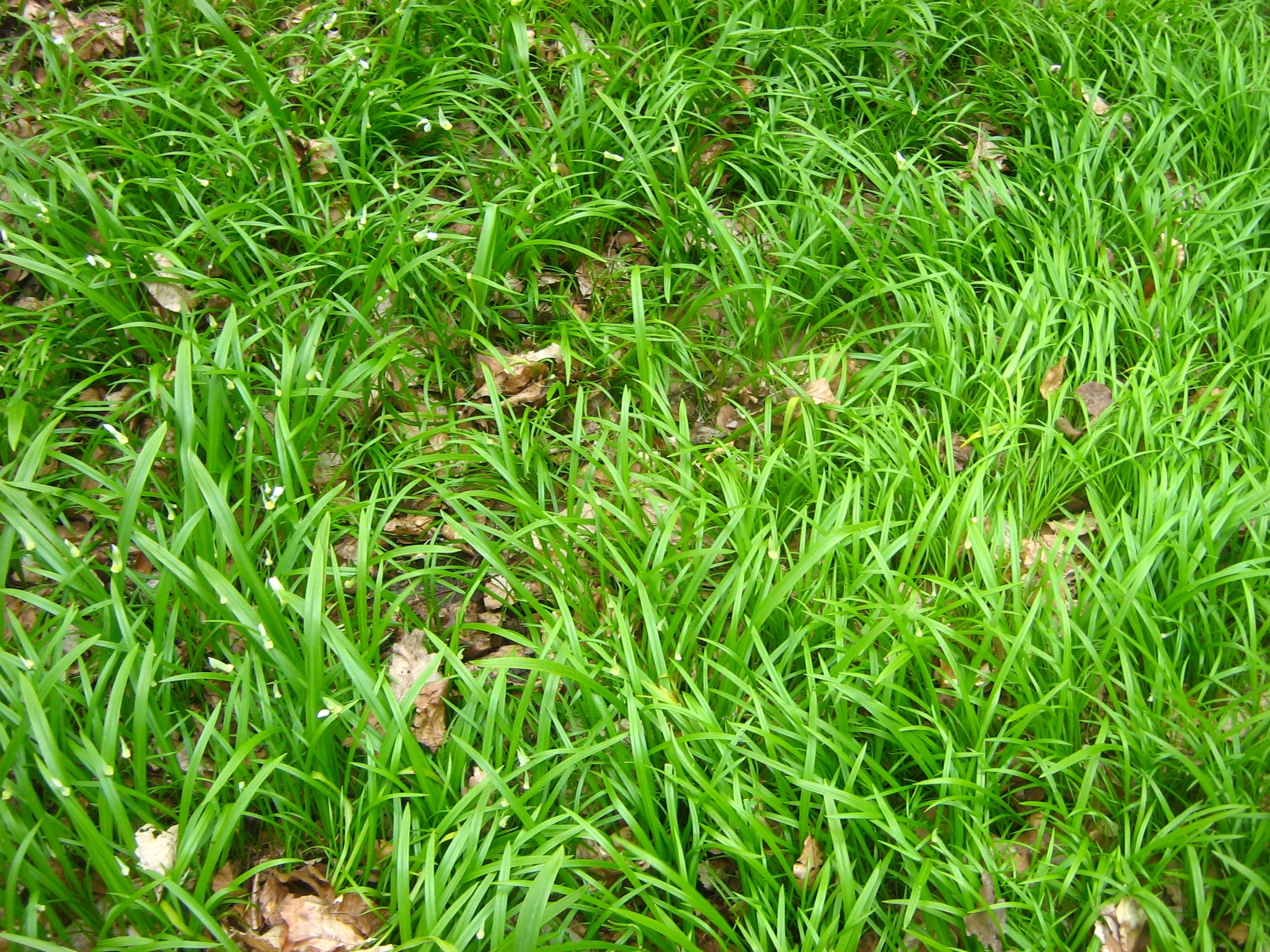
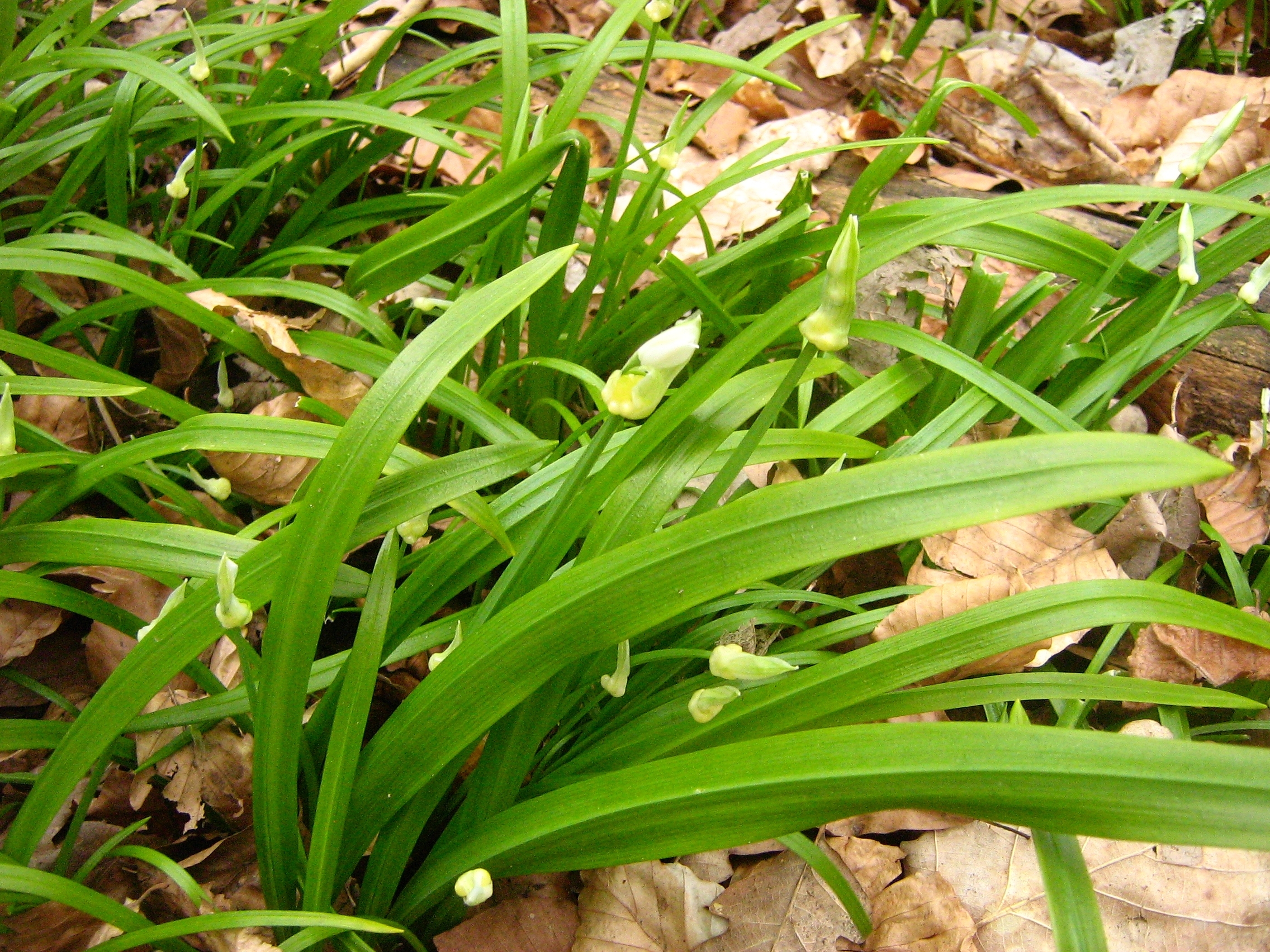
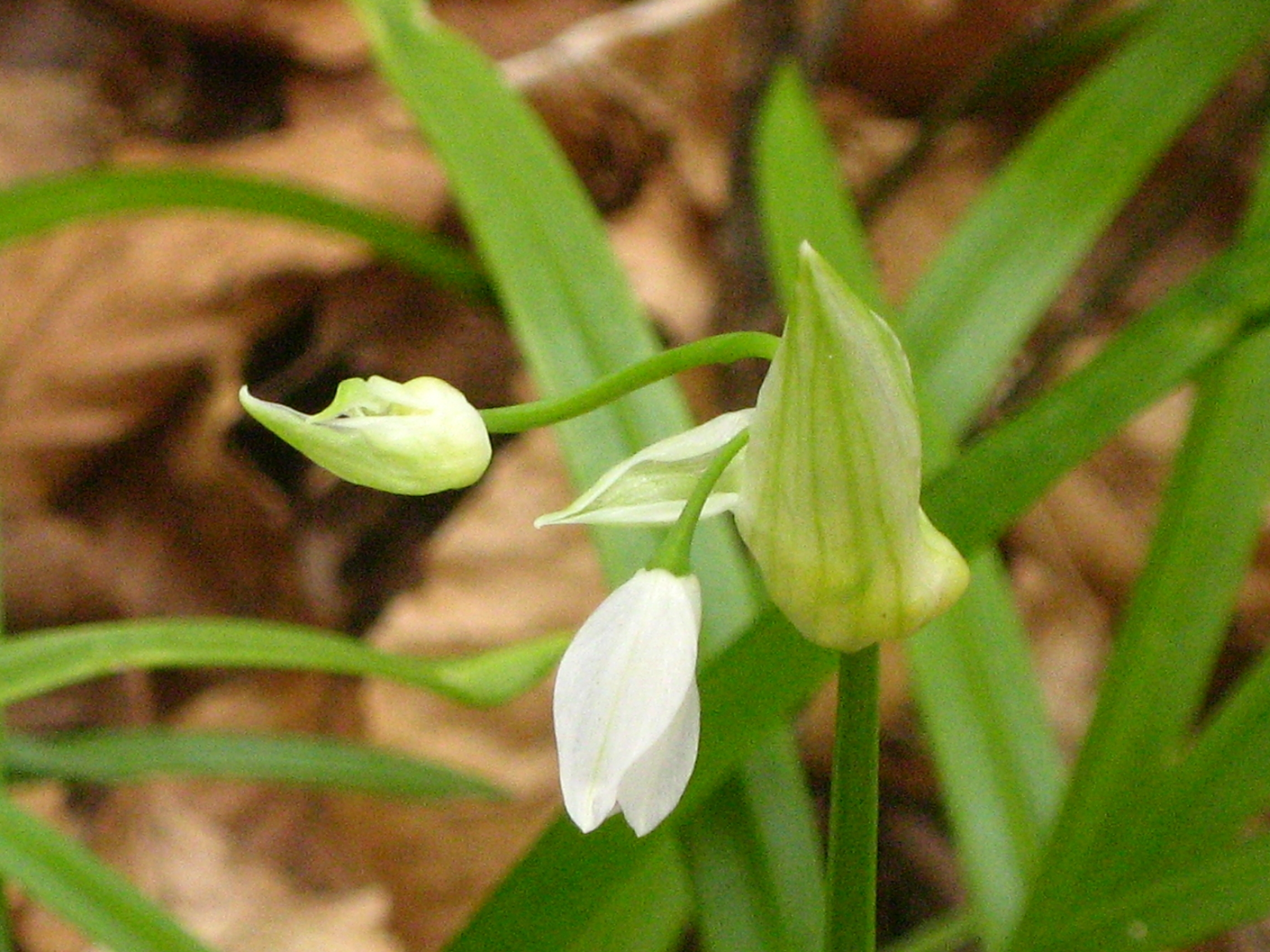